# Hidroksikiselina-oksokiselina transhidrogenaza
Hidroksikiselina-oksokiselina transhidrogenaza (EC 1.1.99.24, transhidrogenaza, hidroksi kiselina-okso kiselina) je enzim sa sistematskim imenom (S)-3-hidroksibutanoat:2-oksoglutarat oksidoreduktaza. Ovaj enzim katalizuje sledeću hemijsku reakciju
()-3-hidroksibutanoat + 2-oksoglutarat {\displaystyle \rightleftharpoons } acetoacetat + (R)-2-hidroksiglutarat
4-hidroksibutanoat i (R)-2-hidroksiglutarat takođe mogu da deluju kao donori, dok 4-oksobutanoat može da bude akceptor.

## Literatura
- Nicholas C. Price; Lewis Stevens (1999). Fundamentals of Enzymology: The Cell and Molecular Biology of Catalytic Proteins (Third изд.). USA: Oxford University Press. ISBN 019850229X.
- Eric J. Toone (2006). Advances in Enzymology and Related Areas of Molecular Biology, Protein Evolution (Volume 75 изд.). Wiley-Interscience. ISBN 0471205036.
- Branden C; Tooze J. Introduction to Protein Structure. New York, NY: Garland Publishing. ISBN 0-8153-2305-0.
- Irwin H. Segel. Enzyme Kinetics: Behavior and Analysis of Rapid Equilibrium and Steady-State Enzyme Systems (Book 44 изд.). Wiley Classics Library. ISBN 0471303097.

## Spoljašnje veze
- Hydroxyacid-oxoacid+transhydrogenase на 